# Große Packhofstraße (Hannover)

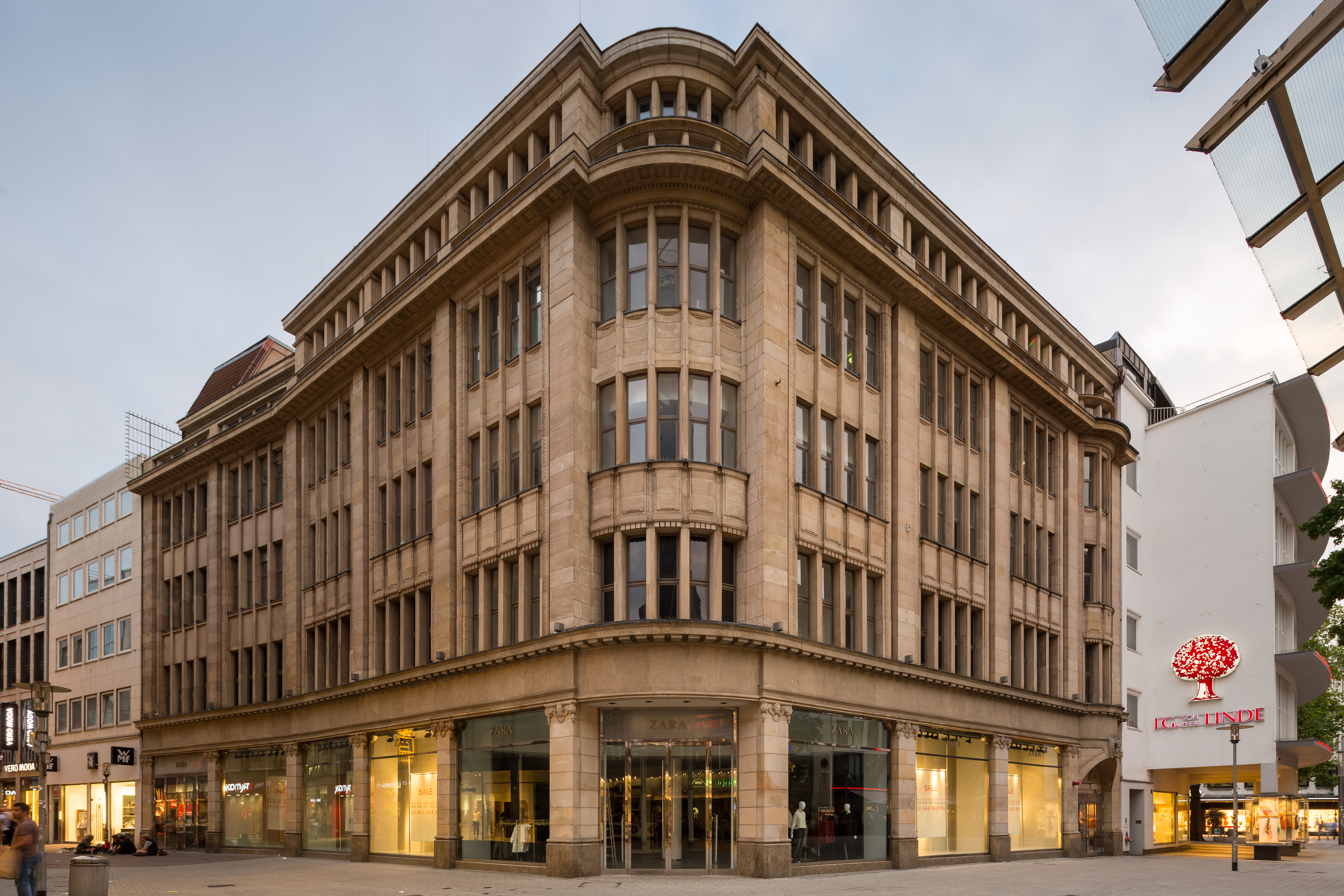
Blick auf das denkmalgeschützte Gebäude Große Packhofstraße 1 Ecke Osterstraße, ehemals Kaufhaus Elsbach & Frank

Die Große Packhofstraße in Hannover ist ein seit dem Mittelalter in der heutigen niedersächsischen Landeshauptstadt bebauter Verkehrsweg. Die Fußgängerzone im Stadtteil Mitte gilt als eine der „meistfrequentierten Einkaufsstraßen“ in der Innenstadt Hannovers.

## Geschichte und Beschreibung
Der Verlauf der heutigen Großen Packhofstraße wurde erstmals im Jahr 1328 als „maior Wulfeshorn“ bezeichnet und gut ein Jahrhundert später im Jahr 1432 „In dem groten Wulveshorne“. Laut einer Erläuterung in den später erschienenen Hannoverschen Geschichtsblättern führte „eine volkstümliche Erklärung auf Wölfe zurück, deren Herannahen von einem Wächter durch ein Hornsignal habe angekündigt werden müssen.“
Während die Straße im Jahr 1750 „Der große Wolfshorn“ hieß, wurde sie zur Zeit des Königreichs Hannover 1833 umbenannt „nach dem Packhofe, der damals an der Georgstraße der Einmündung des Großen Wolfeshorne gegenüber lag.“
Als einer der Schwerpunkte des Einzelhandels wurde der südliche Teil der Großen Packhofstraße – nicht zuletzt aufgrund ihrer geringen Breite – im Jahr 1965 zur Fußgängerzone erklärt.
Nach Plänen der Stadtverwaltung Hannovers begann Anfang 2018 eine „komplette Grunderneuerung“ des Bodenbelages der Großen Packhofstraße. Zu den mit rund 700 .000 Euro angesetzten Sanierungsmaßnahmen zählt auch die Ersatz der ehemaligen Straßenlaternen durch Installationen seilgebundener und energiesparender LED-Leuchtmittel wenige Meter über dem Boden, durch die zugleich eine „sehr wohnliche und angenehme Atmosphäre“ geschaffen werden soll.

### Geplante Überdachung
In den 1990er Jahren entstanden erstmals Pläne zur Überdachung der Großen Packhofstraße, um dieser den Charakter einer Galerie zu verleihen. Nachdem Ende des Jahres 2006 die Ernst-August-Galerie am Hauptbahnhof fertiggestellt worden war, legte der in Berlin ansässige Investor MIT erneut Pläne für die sogenannte „Packhof-Passage“ vor, die von der Stadtverwaltung Hannover 2007 auch genehmigt wurden. Dabei sollte ein durchgehendes Glasdach in Höhe der Gebäude von der Georgstraße bis vor den Eingang der Galeria Kaufhof installiert werden. Statt einer Eingangstür waren bis zu 7 Meter hohe Glasschürzen an den Straßeneingängen vorgesehen, die das Eindringen von Schnee oder Schlagregen verhindern sollten. Bei einer veranschlagten Gesamtinvestition von 6 bis 8 Millionen Euro – inklusive geschliffener Bodenplatten –  wurde eine anschließende monatliche Miete von circa 150 Euro pro Meter Schaufensterfront angekündigt. Den Mietkosten hätten den Anliegern jedoch wiederum Einsparungen bei den Kosten für Energie, Wärmedämmung, Korrosionsschutz sowie Fassaden- und Fensterreinigung gegenübergestanden. Zudem sollte auch der umliegende Einzelhandel von der seinerzeit erhofften Lenkung eines Teils des Käuferstroms profitieren. Die Fertigstellung der „Packhof-Passage“, die der seinerzeitige hannoversche Wirtschaftsdezernent Hans Mönninghoff 2007 in den Medien als „riesige Chance“ für die niedersächsische Landeshauptstadt bezeichnete, war für Herbst 2008 vorgesehen. Tatsächlich wurde die Überdachung nicht umgesetzt.